# 青春自拍團
《青春自拍團》（英語：Love to Our Youth），2016年臺灣網路偶像劇，Vidol第一部自製網路電視威劇。第一季由孫沁岳、阿喜、李迪恩、林珈安領銜主演，第二季則由楊鎮、翁滋蔓、黃甄妮領銜主演。2016年3月28日中午12點於Vidol上架播出。本劇改編自學生社群Dcard的真實故事。

## 集數概況
| 季數 | 季數 | 集數 | 首播日期      | 劇終日期     |
| ---- | ---- | ---- | ------------- | ------------ |
|      | 1    | 5    | 2016年3月28日 | 2016年4月1日 |
|      | 2    | 5    | 2016年5月3日  | 2016年5月9日 |

## 演員列表

### 第一篇：愛上她的他
| 演員   | 角色   | 介紹                                                                    | 登場集數   |
| 孫沁岳 | 張信俞 | 綽號阿信，雙性戀，小恩的男朋友，喜歡偉嘉。                              | 第一篇全劇 |
| 阿喜   | 小恩   | 雙性戀，阿信的女朋友，喜歡品葭。                                        | 第一篇全劇 |
| 林珈安 | 品葭   | 女同志，小恩、阿信的學姊，喜歡小恩。                                    | 第一篇全劇 |
| 李迪恩 | 偉嘉   | 男同志，喜歡阿信。                                                      | 第一篇全劇 |
| 黃甄妮 | 阿莫   | 又怪又酷的一個人，嘴壞但心軟，只是通常看不到她心軟的那一面。在PUB打工。 | 1,4        |

### 第二篇：同學，我不是故意拿你的學生證啊
| 演員   | 角色   | 介紹                                                                    | 登場集數   |
| 楊鎮   | 周顯駿 | 綽號阿駿，陽光大方，但做起事來十分沈穩。在學校籃球校隊擔任後衛。        | 第二篇全劇 |
| 翁滋蔓 | 佳穎   | 樂觀開朗、古靈精怪。笑容甜美，喜歡胡思亂想。                            | 第二篇全劇 |
| 黃甄妮 | 阿莫   | 又怪又酷的一個人，嘴壞但心軟，只是通常看不到她心軟的那一面。在PUB打工。 | 第二篇全劇 |

## 歌曲
| 曲別            | 歌名                   | 演唱者    | 作詞      | 作曲      |
| 愛上她的他 插曲 | 一個人的Christmas Tree | SHOUT KAO | SHOUT KAO | SHOUT KAO |
| 愛上她的他 插曲 | 躲貓貓                 | SHOUT KAO | SHOUT KAO | SHOUT KAO |

## 外部連結
- 青春自拍團
- 青春自拍團－愛上她的他
- Love to Our Youth－He Falls in Love
- Vidol的Facebook專頁